# Макмэккон, Дональд
Дональд Макмэккон (англ. Donald McMackon; 19 марта 1858 года, Маркем — 10 декабря 1922 года, Ангус) — канадский стрелок, призёр летних Олимпийских игр.
Макмэккон принял участие в летних Олимпийских играх в Лондоне в двух дисциплинах стендовой стрельбы. В трапе он стал 12-м среди одиночных участников и занял второе место в составе команды.